# Un'età
Un'età (Of an Age), è un film del 2022 scritto e diretto da Goran Stolevski.

## Trama
Melbourne, 1999. Kol è un immigrato serbo che si allena con Ebony, una sua cara amica, per una competizione di ballo da sala. Il giorno della gara Ebony chiama Kol disperata chiedendogli di venire a prenderla dall'altra parte della città e il giovane parte con Adam, il fratello di Ebony, per andare a prendere l'amica. Durante il viaggio i due scoprono di avere molto in comune e tra Kol e Adam nasce la passione.

## Promozione
Il primo trailer del film è stato pubblicato il 20 dicembre 2022.

## Distribuzione
Il film ha avuto la sua prima al Melbourne International Film Festival il 4 agosto 2022. La distribuzione nella sale statunitensi è prevista per il 10 febbraio 2023.